# Saves the Day
Saves the Day es una banda estadounidense de pop punk formada en 1997 en la ciudad de Princeton, Nueva Jersey. Al principio la banda se llamó Indiference, luego Seffler, y finalmente Saves The Day, sacado de la letra de un tema de Farside llamado Hero.
Después de formarse bajo el nombre Sefler en 1994, Saves the Day lanzó su álbum debut,  Can't Slow Down, en 1998. Fue seguido por Through Being Cool (1999), que ofreció su primer sencillo, "Shoulder to the Wheel". Stay What You Are fue lanzado en 2001, alcanzando el número 100 en el Billboard 200.

## Integrantes

### Actuales
- Chris Conley - voz y guitarra (1997 - presente)
- Arun Bali – guitarra (2009–presente)
- Rodrigo Palma – bajo (2009–presente)
- Claudio Rivera – batería (2010–presente)

### Exmiembros
- Dave Soloway - guitarra (1998 - 2009)
- Manuel Carrero - bajo (2005 - 2009)
- Durijah Lang - batería (2007 - 2009)
- Sean McGrath - bajo (1998 - 1999)
- Ted Alexander - guitarra (1998 - 2002)
- Bryan Newman - batería (1997 - 2002)
- Eben D'Amico - bajo y voz (1999 - 2005)
- Pete Parada - batería (2002 - 2007)
- Chris Zampella - (1997)
- Anthony Anastasio - (1997)
- Justin A Gaylord - (1997)

## Discografía

### Álbumes de estudio
- 2002 - Can't Slow Down
- 2005 - Guilt Show
- 2011 - All I Ever Wanted

### EP
- 1999 - I'm sorry I'm leaving
- 2006 - Bug sessions volume one
- 2008 - Bug sessions volume two
- 2008 - Bug sessions volume three
- 2010 - 1984 EP

### Compilaciones
- 2004 - Ups and downs
- 2009 - Bug sessions (digital release)

### Sencillos
- 2000 - Shoulder to the wheel
- 2002 - At your funeral
- 2002 - Freakish
- 2003 - Anywhere with you
- 2006 - Eulogy
- 2006 - The end
- 2007 - Can't stay the same
- 2011 - Living without Love
- 2011 - Deranged & desperate
- 2013 - Ringpop
- 2014 - In the in between